# 深圳公交631路
深圳公交631路，是深圳市宝安区的一条公共汽车线路，由七十二区总站往來宝安实验学校，由深圳市西部公共汽车有限公司营运。该路线已于2018年6月30日停止服务更改成M131路取代。
| image=

## 线路简介
- 深圳公交631路由深圳市西部公共汽车有限公司营运。
- 该线路走向为七十二区总站—宝安实验学校，全长15.3公里，全线拥有14台车，车型为苏州金龙KLQ6101G非空调巴士、苏州金龙KLQ6920GE3和厦门金龙XMQ6925G1空调巴士，全程行驶时间为50分钟。
- 服务时间：6:30-22:15。
- 班次间隔：12分钟一班（平峰期）10分钟一班（高峰期）

## 途经站点
- 去程：七十二区总站 - 金威啤酒厂 - 新福市场 - 安置小区 - 东方明工业城 - 宝龙小学 - 上合市场 - 上合小学 - 宝安公园 - 宝安公园西门 - 宝安新村 - 宝安日报社 - 富盈门 - 丽景城 - 新安市场 - 大益广场 - 劳动路口 - 海滨新村 - 福中福 - 深业新岸线 - 行政中心北 - 金成名苑 - 创业天虹东 - 海滨中学 - 安乐村 - 宝安区工商局 - 新乐市场 - 新锦安雅园 - 宝安实验学校 (29站)

- 回程：宝安实验学校 - 新锦安雅园 - 新乐市场 - 宝安区工商局 - 安乐村 - 海滨中学 - 创业天虹东 - 西城上筑 - 行政中心北 - 深业新岸线 - 福中福 - 海滨新村 - 劳动路口 - 大益广场 - 新安市场 - 丽景城 - 富盈门 - 宝安日报社 - 宝安新村 - 宝安公园西门 - 宝安公园 - 上合小学 - 上合市场 - 宝龙小学 - 东方明工业城 - 安置小区 - 新福市场 - 金威啤酒厂 - 七十二区总站 (29站)

## 历史
- 631路线于2003年12月18日开通，631路是深圳市安捷公共汽车有限公司（简称：安捷公汽）在2003年在深圳市公共交通线路经营权招投标活动的中标项目之一，以深圳市安捷公共汽车有限公司当时购买的位置数量的宇通客车ZK6108HG运营，当时的行走路线是七十二区总站——创业天虹。[1]
- 2004年安捷公汽新购入未知数量的广州骏威GZ6102SV2运营631路。
- 2007年12月，由于场站问题以及宝安大道贯通和新城联检站的开通，631路总站从创业天虹搬迁到新城联检站。[2]
- 2008年631路公交线路从深圳市安捷公共汽车有限公司合并到深圳西部公共汽车有限公司（第一分公司金威车队）。
- 2008年12月，西部公汽新购入未知数量的苏州金龙KLQ6920GE3来运营631路，同时换走部分未知数量的广州骏威GZ6102SV2转配给613路和632路。
- 2009年3月，由于深圳轨道交通罗宝线二期工程开始全封闭围挡施工（工期约16个月），届时新湖路-罗田路路口将封闭，公交车辆需借道宝安大道、裕安一路、创业路进行疏解，631的停靠站台也随之受到影响。本来去程回程应停靠丽晶国际、行政中心、宝安体育馆、华丰科技园、宝安公交枢纽、福中福等站台，但由于地铁施工，所以改到金成名苑（去程）、西城上筑（回程）、宝安赛格、行政中心北、深业新岸线等站台，直接走到海滨新村。[3]
- 2009年10月，631路将全部运力换走，宇通客车ZK6108HG转配给601路和606路，广州骏威GZ6102SV2转配给632路，苏州金龙KLQ6920GE3转配给M200路和M209路。同时以原来606路和611路的未知数量的苏州金龙KLQ6101G转配给631路，原来604路的2部广州客车GZK6110EQD2H转配给631路，原来608路和609路的位置数量的金龙客车XMQ6925G1转配给631路。
- 2010年7月，631路的广州客车GZK6110EQD2H已经报废，原来607路的金龙客车XMQ6103GF1其中2部转配给631路，以补充报废2部广州客车GZK6110EQD2H的运力。
- 2011年1月，610路的金龙客车XMQ6103GF1（非空调）需要翻新，所以从631路调取未知数量的苏州金龙KLQ6101G（非空调）来支援610路，2011年2月，原本在631路的苏州金龙KLQ6101G转回631路。
- 2011年4月，631路的金龙客车XMQ6103GF1已经报废，原来662路的苏州金龙KLQ6920GE3的其中2部转配给631路，以补充报废2部金龙客车XMQ6103GF1的运力。
- 2016年9月，新城联检站公交场总站改名为宝安实验学校
- 2018年6月，该路线已30日停止服务更改成M131路取代

## 资料来源
1. ↑  http://www.365cn.org/jgxw/20251.html%5B%5D 关外又增24条公交线路 还将增加16条
2. ↑  http://news.163.com/07/0925/17/3P8KPCIF00011229.html%5B%5D 七条公交线　今起走新路
3. ↑  .   [2011年5月13日]. （原始内容存档于2014年2月1日）. 宝安区临时调整13条公交线路